# Hipólito Rovira

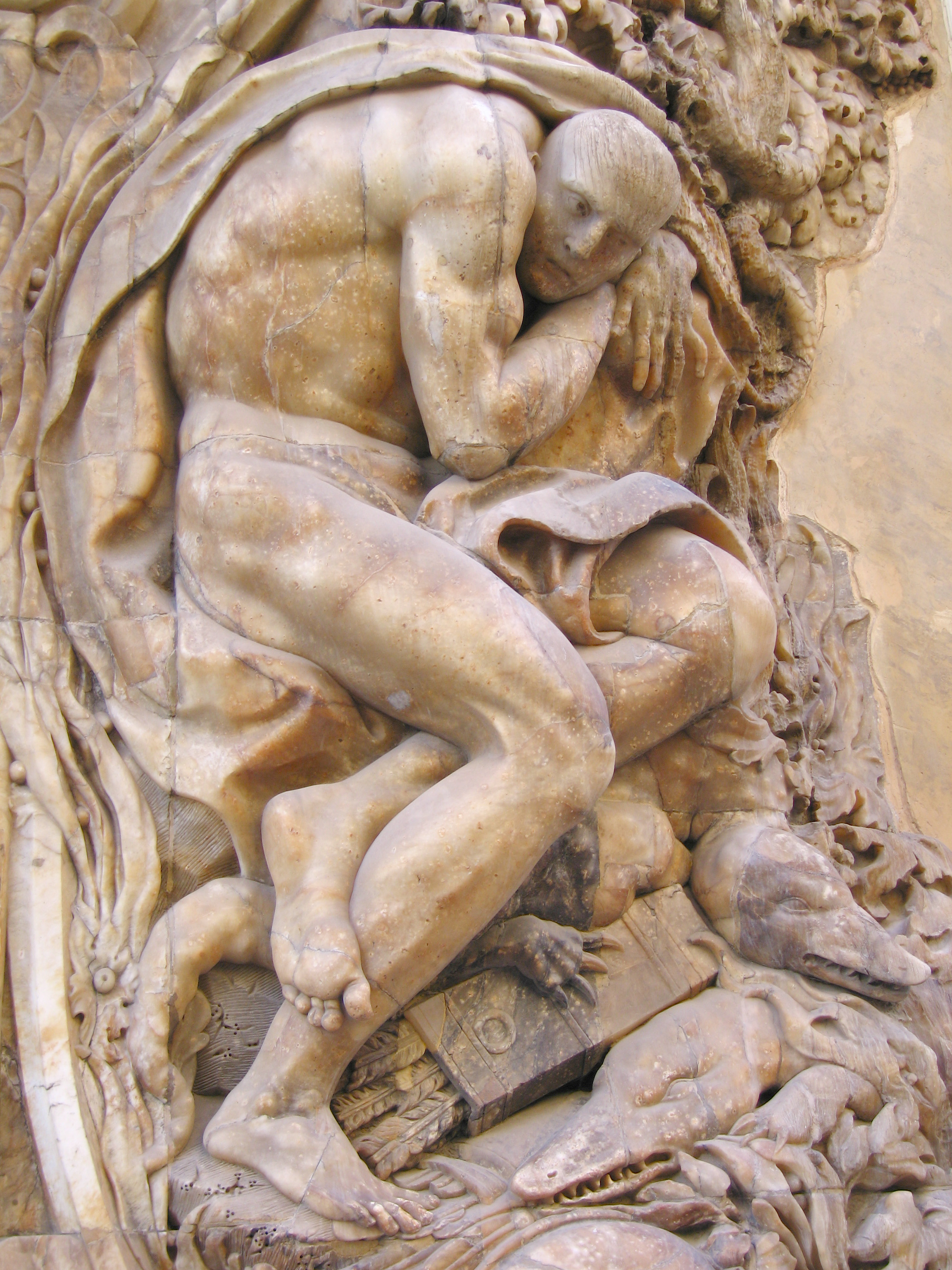
Pormenor do pórtico do Palácio do Marquês de Duas Águas, desenhado por Hipólito Rovira.

Hipólito Rovira (Valência, 1695 — Valência, 1765) foi um pintor e gravador espanhol.
Entre suas obras como gravador destacam-se as lâminas de Las tres púrpuras de Alcira, de J. Cervera, e os retratos do Conde de Alcira e do Marquês de Busianos. Como pintor, destacam-se a pintura da cúpula do camarim de San Luis Beltrán no Convento de Santo Domingo de Valência, assim como a Natividad y La virgen del Rosario, na Catedral de Valência. Entre 1740 e 1744, desenhou a fachada rococó do Palácio do Marquês de Duas Águas, também em Valência, e que foi esculpida por Ignacio Vergara.